# Harriet Sutherland-Leveson-Gower
Pour les articles homonymes, voir Leveson.
Harriet Elizabeth Georgiana Sutherland-Leveson-Gower, duchesse de Sutherland (née Howard ; 21 mai 1806 - 27 octobre 1868), appelée Harriet Howard avant son mariage, est Maîtresse de la garde-robe sous plusieurs gouvernements whig : 1837– 1841, 1846–1852, 1853–1858 et 1859–1861; et une grande amie de la reine Victoria. Elle est une figure importante de la haute société londonienne et utilise sa position sociale pour lancer diverses entreprises philanthropiques, notamment la protestation des dames anglaises contre l'esclavage américain.

## Famille et jeunesse
Harriet est la troisième fille de George Howard (6e comte de Carlisle) et de son épouse Lady Georgiana Cavendish, qui est une fille de Georgiana Cavendish.

## Mariage
Le 18 mai 1823, elle épouse son cousin George Sutherland-Leveson-Gower (2e duc de Sutherland) (1786–1861),  qui est élu député de St Mawes, Cornouailles (un arrondissement pourri) en 1808, et succède à son père comme second duc de Sutherland en 1833. Gower a vingt ans de plus qu'elle, mais leur union s'avère harmonieuse et donne quatre fils et sept filles  .
La duchesse de Sutherland occupe une position sociale de grande influence, aidée par son amitié avec la reine Victoria ainsi que par la grande richesse de sa famille . Par l'influence de la duchesse, Stafford House, le palais de St. James, devient un centre important de la société  et le point de départ de diverses entreprises philanthropiques. La duchesse aide à organiser la pétition «Stafford House Address» contre l'esclavage, et l'ancienne première dame américaine Julia Tyler écrit une défense de l'esclavage intitulée «Les femmes d'Angleterre contre les femmes d'Amérique», en réponse,. En réponse à "Les femmes d'Angleterre contre les femmes d'Amérique", l'ancienne esclave Harriet Jacobs écrit une lettre au New York Tribune qui est son premier écrit publié; il est publié en 1853 et signé "Fugitive",.
La position de la duchesse sur l'esclavage est fortement critiquée par Karl Marx parce que sa belle-mère, la duchesse précédente, a été étroitement associée au déplacement des habitants de Sutherland trente ans plus tôt, afin qu'elle puisse réutiliser 794 000 acres (3200 km 2) de terres destinées à l'élevage commercial d'ovins .

## Maîtresse de la garde-robe

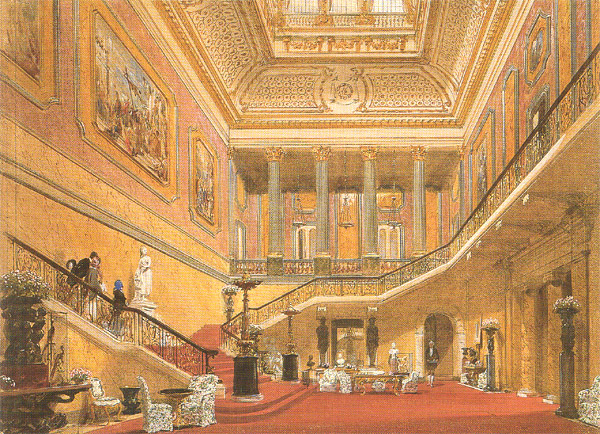
Le hall central et l'escalier principal de Stafford House par Joseph Nash, 1850.

Lors de l'avènement de la reine Victoria, la duchesse est nommée Maîtresse de la garde-robe, et occupe ce poste chaque fois que les whigs sont en fonction jusqu'à la mort de son mari (août 1837 à septembre 1841, juillet 1846 à mars 1852, janvier 1853 à février 1858, juin 1859 à avril 1861). Dans ce poste, elle préside le couronnement de la reine Victoria en 1838 . Du refus de la reine de se séparer de la duchesse et de ses autres dames est née la Crise de la chambre à coucher de 1839, qui entraîne le retour des whigs au pouvoir. Victoria donne une description sympathique du caractère de la duchesse  et après la mort du prince Albert, le prince consort, passe les premières semaines de son veuvage avec la duchesse comme seule compagne .
En 1861, la 4th Rogart Company du 1st Sutherland Volunteer Rifle Corps se forme et porte le titre "Duchess Harriet's Company Rogart" sur la plaque de ceinture.
La dernière apparition publique de la duchesse remonte au mariage du prince de Galles en 1863. Cette année-là, elle est prise d'une maladie dont elle ne se remet jamais. Cependant, elle peut recevoir Garibaldi, pour qui elle a une grande admiration, à Chiswick House et Trentham, Staffordshire, lors de sa visite en Angleterre en avril 1864. Elle meurt le 27 octobre 1868  dans sa résidence londonienne, Stafford House, à l'âge de 62 ans. Elle est enterrée dans le mausolée des ducs de Sutherland à Trentham. WE Gladstone est l'un des porteurs de cercueil à ses funérailles . Les lettres de la duchesse, dont certaines sont publiées par son fils Lord Ronald Gower dans Stafford House Letters, parties iv-vi., prouvent qu'elle a un tempérament affectueux, avec un certain sens de l'humour. Elle a aussi un intérêt pour l'architecture et le jardinage.

## Descendance
Le 18 mai 1823, Harriet épouse George Sutherland-Leveson-Gower (2e duc de Sutherland), fils aîné du 2e marquis de Stafford, et un homme de vingt ans son aîné. Son beau-père est créé duc de Sutherland en 1833 et est remplacé par son fils plus tard cette année-là, après quoi Harriet devient la duchesse de Sutherland.
Ils ont onze enfants :
- Elizabeth Campbell, duchesse d'Argyll (30 mai 1824 [15] - 25 mai 1878), épouse George Campbell (8e duc d'Argyll) [12].
- Evelyn (8 août 1825 [15] - 1869), épouse Charles Stuart, 12e Lord Blantyre [12]
- Caroline Leveson-Gower (15 avril 1827 [15] - 1887), épouse Charles FitzGerald (4e duc de Leinster) [12].
- George Granville William (19 décembre 1828 [15] - 22 septembre 1892), devient le 3e duc [12].
- Blanche Julia Sutherland-Leveson-Gower (26 juin 1830 - 24 février 1832) [15]
- Frederick George (11 novembre 1832 - 6 octobre 1854)
- Constance Gertrude (16 juin 1834 - 1880), épouse Hugh Grosvenor (1er duc de Westminster) [12].
- Victoria Sutherland-Leveson-Gower (16 mai 1838 - 19 juin 1839)
- Albert (21 novembre 1843 - 1874), épouse Grace Abdy, fille de Sir Thomas Neville Abdy, 1er baronnet et a des enfants, dont Frederick Neville Sutherland Leveson-Gower.
- Ronald Charles Sutherland-Leveson-Gower (2 août 1845 - 9 mars 1916), décédé célibataire.
- Alexandrina Sutherland-Leveson-Gower (3 février 1848 - 21 juin 1849)

En 1871, alors que son gendre, le duc d'Argyll, sert dans le Cabinet, son fils (petit-fils d'Harriet), Lord Lorne, épouse l'une des filles de Victoria, la princesse Louise. Le fils aîné d'Harriet devient le 3e duc de Sutherland en 1861.